# Ram Jati Singh
Pour les articles homonymes, voir Singh.
Ram Jati Singh est un fermier, enseignant et homme politique fidjien.

## Biographie
Il est le fils de Lachman Singh, ouvrier agricole issu de la caste kshatriya dans un village de ce qui est aujourd'hui le Madhya Pradesh en Inde. À l'âge de 19 ans, en 1902, Lachman Singh émigre à la colonie britannique des Fidji comme ouvrier rural sous statut d’indenture. Il y épouse la fille d'un policier de la communauté indienne des Fidji, et Ram Jati Singh naît en mer durant un trajet en bateau de Taveuni à Suva.
Lachman Singh s'assure que son fils soit éduqué, et en 1929 Ram Jati Singh est diplômé d'une école de formation d'enseignants à Lautoka. La première école dans laquelle il enseigne, à Nausori sur l'île de Viti Levu, est détruite par un ouragan et il participe à sa reconstruction. Par la suite, il achète une parcelle de terre à Bua sur l'île de Vanua Levu et y cultive le riz tout en fondant une nouvelle école,. En 1963 il sauve la vie d'une fillette fidjienne autochtone noyée en parvenant à la ressusciter par réanimation cardiopulmonaire.
Membre du Parti de la fédération, il est élu au Conseil législatif de la colonie aux élections de 1966. Député d'opposition au gouvernement conservateur du grand chef autochtone Ratu Sir Kamisese Mara, il visite l'Inde et y rencontre la Première ministre Indira Gandhi pour lui demander de soutenir le mouvement indépendantiste principalement porté par la communauté indienne aux Fidji,. Les Fidji accèdent à l'indépendance en 1970 et Ram Jati Singh est réélu député à la Chambre des représentants aux élections de 1972, siégeant toujours sur les bancs de l'opposition au gouvernement Mara. Il ne se représente pas à celles de 1977.
En 1984 il est fait officier de l'ordre de l'Empire britannique par la reine des Fidji, Élisabeth II, sur recommandation de Ratu Kamisese Mara, pour services rendus à son pays.

## Descendance
Parmi ses enfants, Raman Pratap Singh (en) (1950-2020) est un avocat et homme politique, député à la Chambre des représentants de 1992 à 1999 et président du Parti de la fédération nationale de 2005 à 2014,. Un autre de ses fils, Narendra Singh, est ambassadeur adjoint à la mission permanente des Fidji auprès des Nations unies à New York. Sa petite-fille Lisa Singh (en), fille d'un autre de ses fils, est membre du Sénat fédéral australien de 2011 à 2019 ; elle décrit son grand-père comme ayant inspiré son entrée en politique,.